# Georges-Bernard Depping
Pour les articles homonymes, voir Depping.
Georges-Bernard Depping est un historien français né à Münster en 1784 et mort à Paris en 1853.
Il vient de bonne heure se fixer en France, et consacre toute sa vie à des recherches historiques.

## Publications
- Merveilles et beautés de la nature en France, ou Descriptions de tout ce que la France offre de curieux et d’intéressant sous le rapport de l’histoire naturelle, Paris, Blanchard, 1811. Neuf éditions, les dernières en deux volumes, la dernière en 1845[1].
- Œuvres complètes de Denis Diderot, Paris, Belin, 1818-1819, 7 volumes.
- Histoire des expéditions maritimes des Normands au Xe siècle, couronnée en 1820 par l'Académie des inscriptions ;
- Histoire de la Normandie depuis Guillaume le Conquérant ;
- Mémoires sur la cour de Louis XIV et de la Régence - fragments de la correspondance de la Duchesse d'Orléans (Introduction) : Paris, Ponthieu, 1823
- Histoire des Juifs au Moyen âge ;
- Histoire du commerce entre le Levant et l'Europe, couronnée en 1828.

Il a publié dans la Collection des Documents de l'histoire de France les Règlements sur les arts et métiers de Paris rédigés au XIIIe siècle et connus sous le nom du Livre des Métiers d'Etienne Boileau et la Correspondance administrative sous Louis XIV. Il est également l’auteur d’une nouvelle édition des Jeunes voyageurs ou Lettres sur la France, publiée en 1824, en six volumes, in-18.

## Publications disponibles en ligne
- Merveilles et beautés de la nature en France, édition de 1811, sur Gallica.

## Source
Cet article comprend des extraits du Dictionnaire Bouillet. Il est possible de supprimer cette indication, si le texte reflète le savoir actuel sur ce thème, si les sources sont citées, s'il satisfait aux exigences linguistiques actuelles et s'il ne contient pas de propos qui vont à l'encontre des règles de neutralité de Wikipédia.